# Кольдинг, Сёрен
Сёрен Ко́льдинг (дат. Søren Colding; род. 2 сентября 1972, Фредериксберг) — датский футболист, выступавший на позиции защитника. Известен по выступлениям за «Брондбю», «Бохум» и сборную Дании. Участник чемпионата мира 1998 и чемпионата Европы 2000 года.

## Клубная карьера
Кольдинг родился в пригороде Копенгагена и начал карьеру в клубе «Фрем». Известность Сёрен получил после матча Кубка УЕФА 1992/1993 против «Сарагосы». где он забил гол. В 1993 году «Фрем» обанкротился и Кольдинг перешёл в «Брондбю». В новом клубе он провел 7 сезонов, трижды выиграв чемпионат Дании и завоевав кубок. В 2000 году Сёрен перешёл в немецкий «Бохум» за 1,5 млн датских крон. С новым клубом он вылетел из Бундеслиги через сезон, но остался в команде и был удостоен капитанской команды. За «Бохум» Кольдинг сыграл более 100 матчей и завершил карьеру в 2006 году.

## Международная карьера
В 1996 году Кольдинг дебютировал за сборную Дании. В 1998 году он попал в заявку на участие в чемпионате мира во Франции. Сёрен был основным футболистом и сыграл во всех пяти матчах против сборных ЮАР, Франции, Нигерии, Бразилии и Саудовской Аравии.
В 2000 году Кольдинг был включен в заявку команды на участие в чемпионате Европы в Бельгии и Голландии. На турнире он поехал в качестве основного футболиста и сыграл во всех матчах против сборных Франции, Нидерландов и Чехии. В 2004 году Сёрен завершил карьеру в сборной.

## Статистика

### Матчи Кольдинга за сборную Дании
| Матчи Кольдинга за сборную Дании | Матчи Кольдинга за сборную Дании | Матчи Кольдинга за сборную Дании | Матчи Кольдинга за сборную Дании | Матчи Кольдинга за сборную Дании | Матчи Кольдинга за сборную Дании |
| -------------------------------- | -------------------------------- | -------------------------------- | -------------------------------- | -------------------------------- | -------------------------------- |
| №                                | Дата                             | Соперник                         | Счёт                             | Голы Кольдинга                   | Соревнование                     |
| 1                                | 9 ноября 1996                    | Франция                          | 1:0                              | —                                | Товарищеский матч                |
| 2                                | 11 октября 1997                  | Греция                           | 0:0                              | —                                | Чемпионат мира 1998 (отбор)      |
| 3                                | 22 апреля 1998                   | Норвегия                         | 0:2                              | —                                | Товарищеский матч                |
| 4                                | 5 июня 1998                      | Камерун                          | 1:2                              | —                                | Товарищеский матч                |
| 5                                | 12 июня 1998                     | Саудовская Аравия                | 1:0                              | —                                | Чемпионат мира 1998              |
| 6                                | 18 июня 1998                     | ЮАР                              | 1:1                              | —                                | Чемпионат мира 1998              |
| 7                                | 24 июня 1998                     | Франция                          | 1:2                              | —                                | Чемпионат мира 1998              |
| 8                                | 28 июня 1998                     | Нигерия                          | 4:1                              | —                                | Чемпионат мира 1998              |
| 9                                | 3 июля 1998                      | Бразилия                         | 2:3                              | —                                | Чемпионат мира 1998              |
| 10                               | 19 августа 1998                  | Чехия                            | 0:1                              | —                                | Товарищеский матч                |
| 11                               | 14 октября 1998                  | Швейцария                        | 1:1                              | —                                | Чемпионат Европы 2000 (отбор)    |
| 12                               | 10 февраля 1999                  | Хорватия                         | 1:0                              | —                                | Товарищеский матч                |
| 13                               | 27 марта 1999                    | Италия                           | 1:2                              | —                                | Чемпионат Европы 2000 (отбор)    |
| 14                               | 28 апреля 1999                   | ЮАР                              | 1:1                              | —                                | Товарищеский матч                |
| 15                               | 5 июня 1999                      | Беларусь                         | 1:0                              | —                                | Чемпионат Европы 2000 (отбор)    |
| 16                               | 9 июня 1999                      | Уэльс                            | 2:0                              | —                                | Чемпионат Европы 2000 (отбор)    |
| 17                               | 18 августа 1999                  | Нидерланды                       | 0:0                              | —                                | Товарищеский матч                |
| 18                               | 4 сентября 1999                  | Швейцария                        | 2:1                              | —                                | Чемпионат Европы 2000 (отбор)    |
| 19                               | 8 сентября 1999                  | Италия                           | 3:2                              | —                                | Чемпионат Европы 2000 (отбор)    |
| 20                               | 10 октября 1999                  | Иран                             | 0:0                              | —                                | Товарищеский матч                |
| 21                               | 29 марта 2000                    | Португалия                       | 1:2                              | —                                | Товарищеский матч                |
| 22                               | 26 апреля 2000                   | Швеция                           | 0:1                              | —                                | Товарищеский матч                |
| 23                               | 3 июня 2000                      | Бельгия                          | 2:2                              | —                                | Товарищеский матч                |
| 24                               | 11 июня 2000                     | Франция                          | 0:3                              | —                                | Чемпионат Европы 2000            |
| 25                               | 16 июня 2000                     | Нидерланды                       | 0:3                              | —                                | Чемпионат Европы 2000            |
| 26                               | 21 июня 2000                     | Чехия                            | 0:2                              | —                                | Чемпионат Европы 2000            |
| 27                               | 31 марта 2004                    | Испания                          | 0:2                              | —                                | Товарищеский матч                |

Итого: 27 матчей / 0 голов; 8 побед, 7 ничьих, 12 поражений.

## Достижения
«Брондбю»
- Чемпионат Дании по футболу — 1995/96, 1996/97, 1997/98
- Обладатель Кубка Дании — 1998